# Крименерго
АТ «ДТЕК Крименерго» — акціонерне товариство зі штаб-квартирою в місті Київ, яке займається розподіленням, транспортуванням та постачанням електроенергії в АР Крим. Входить до енергохолдингу «ДТЕК».
Внаслідок анексії Криму Росією з 2015 року компанія припинила фактичну діяльність у Криму, оскільки окупантами націоналізовано всі електричні мережі півострова. В результаті цього «ДТЕК» евакуював центральний офіс до Києва